# Lipomo
Lipomo – miejscowość i gmina we Włoszech, w regionie Lombardia, w prowincji Como.
Według danych na rok 2004 gminę zamieszkiwało 5521 osób, 2760,5 os./km².